# Sztuka Torunia

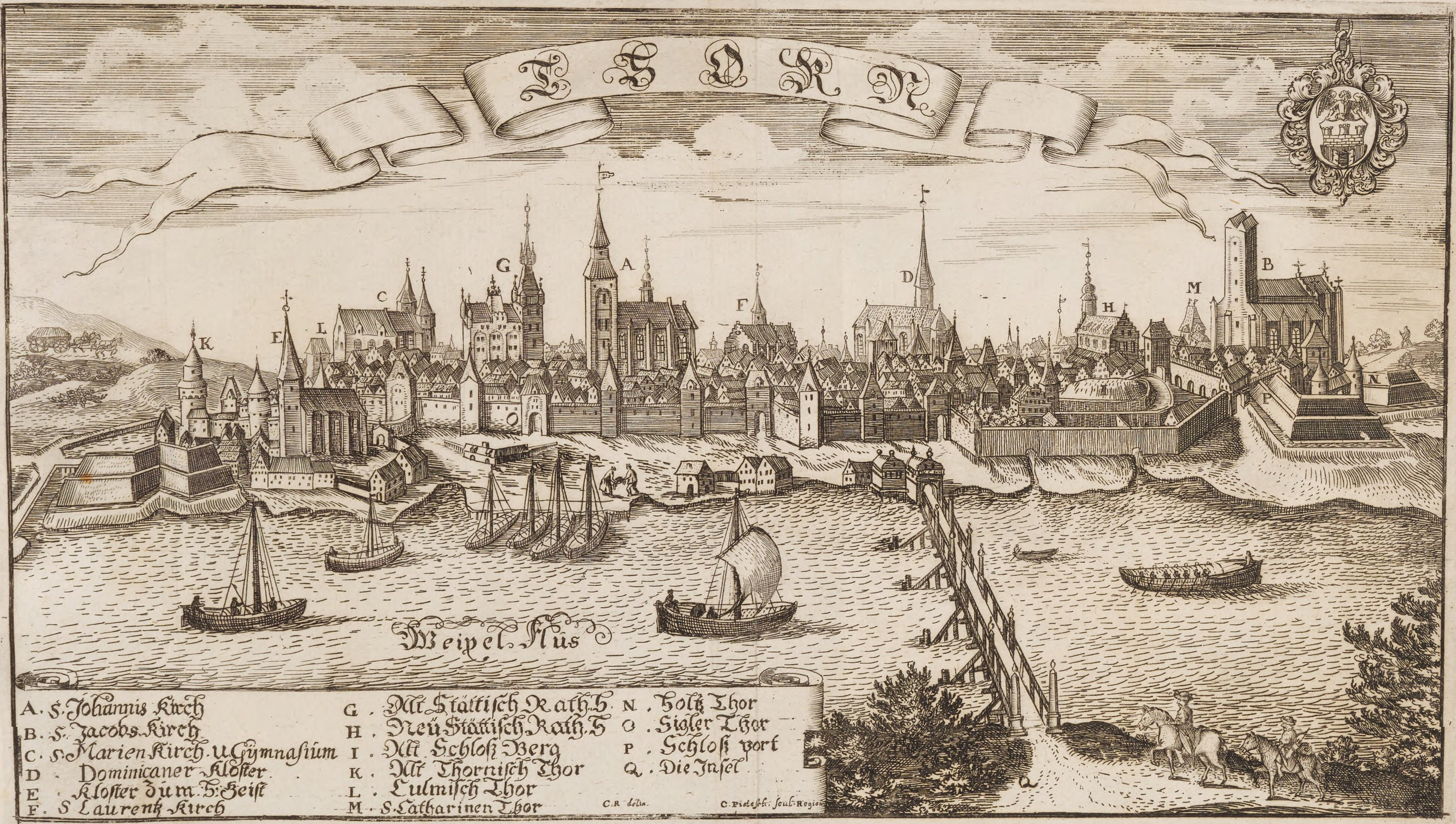
Toruń około 1500 roku

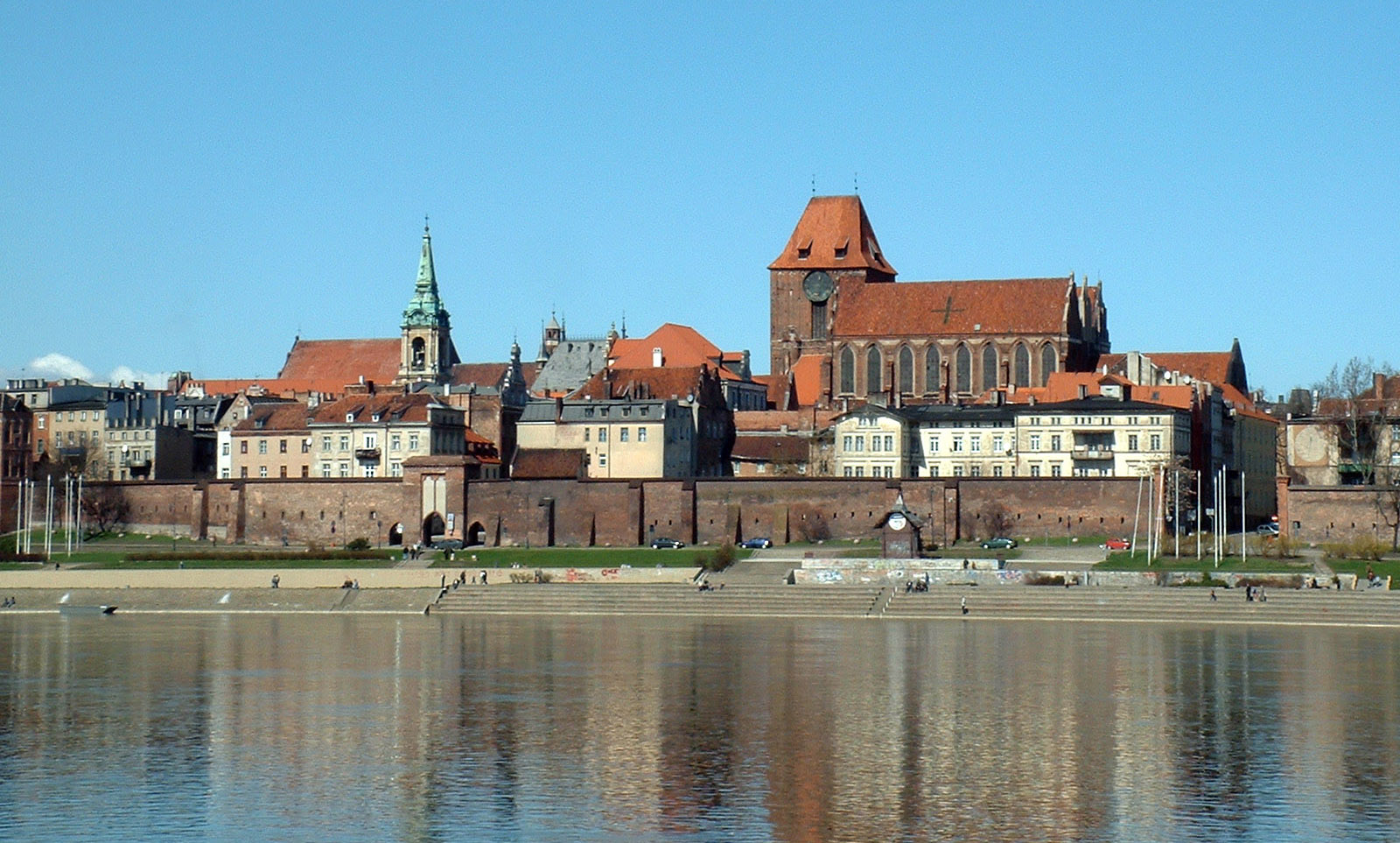
Współczesny widok na Stare Miasto...

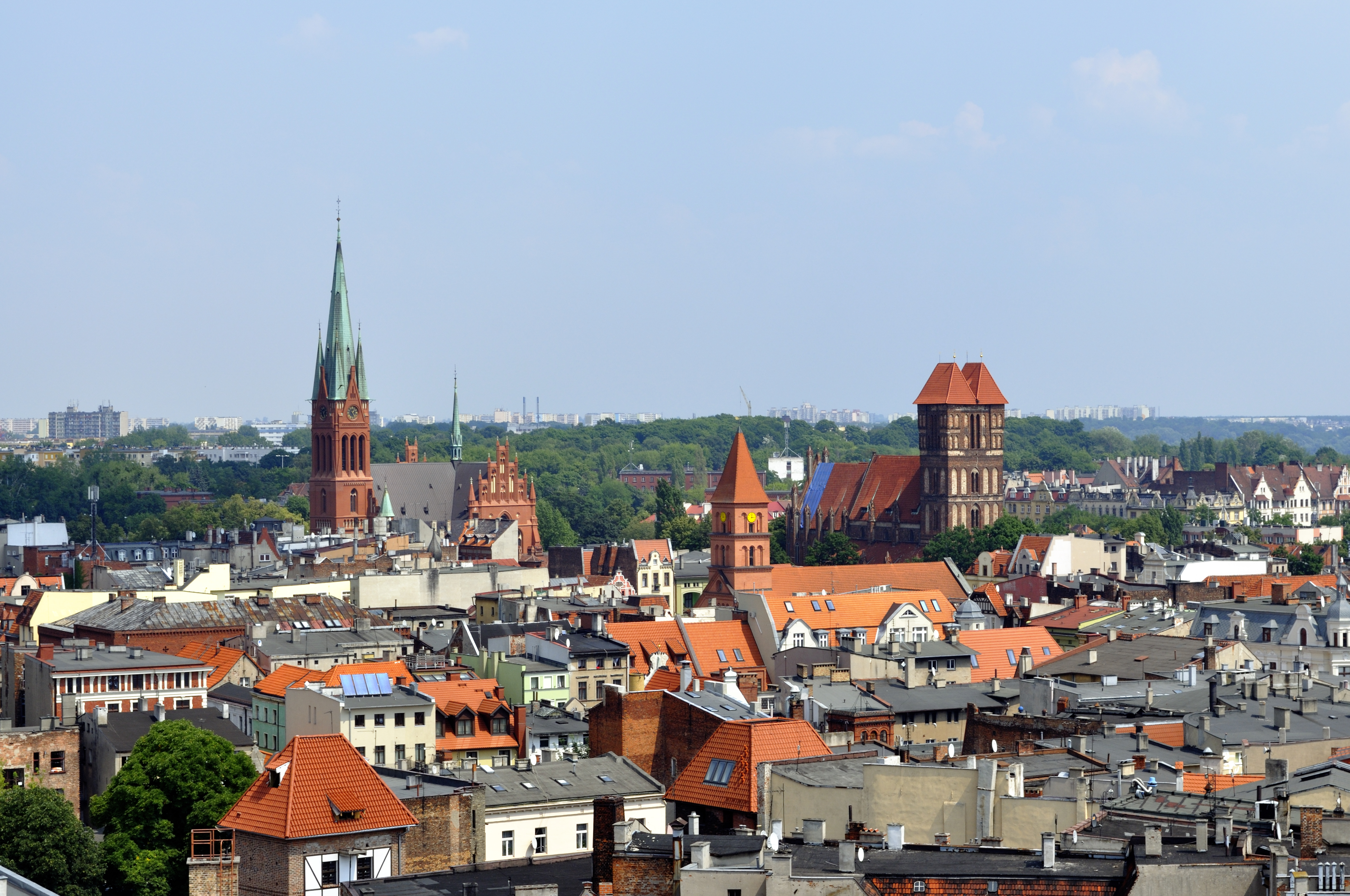
...i Nowe Miasto

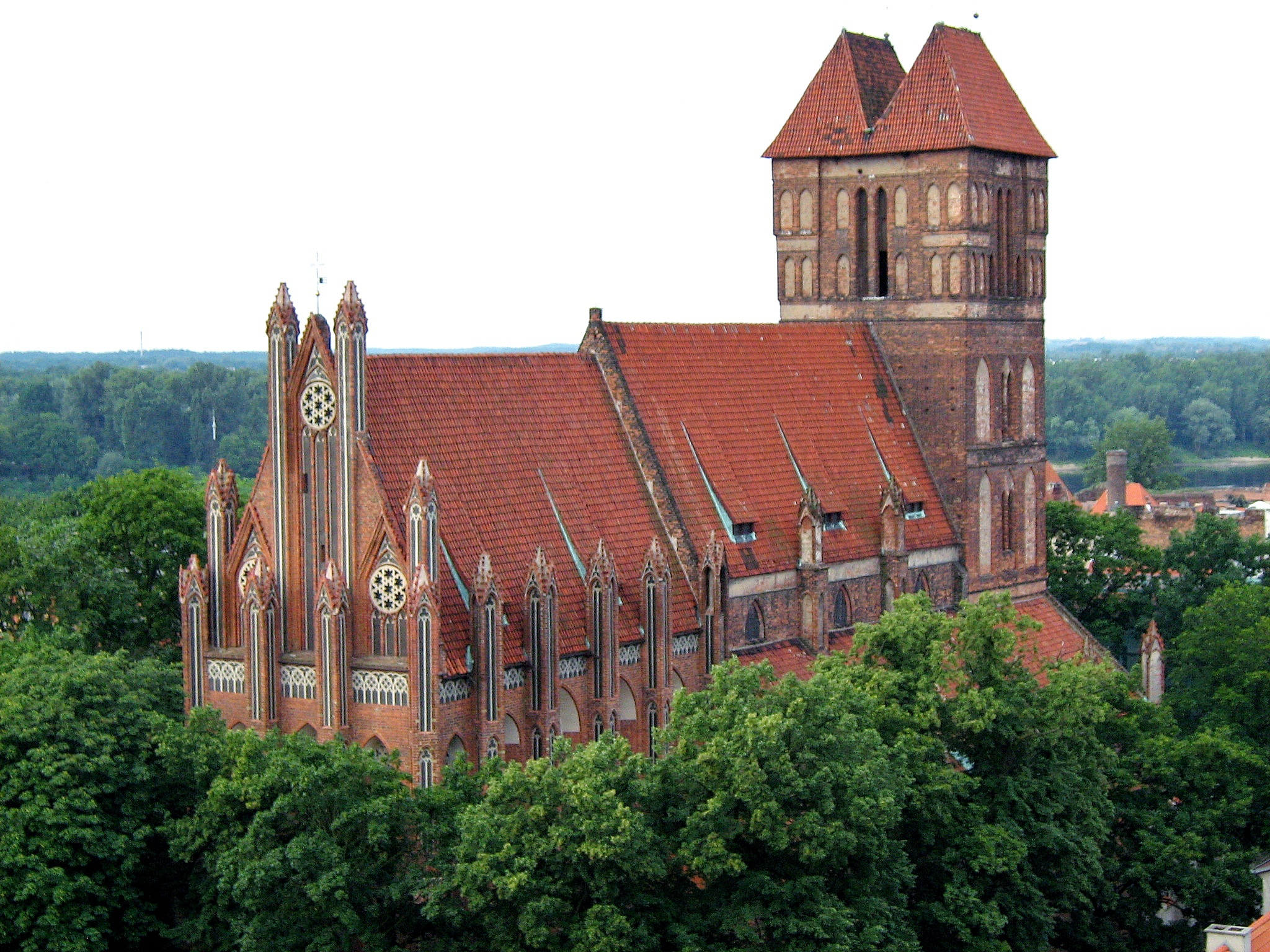
Kościół Świętego Jakuba – dawna fara Nowego Miasta

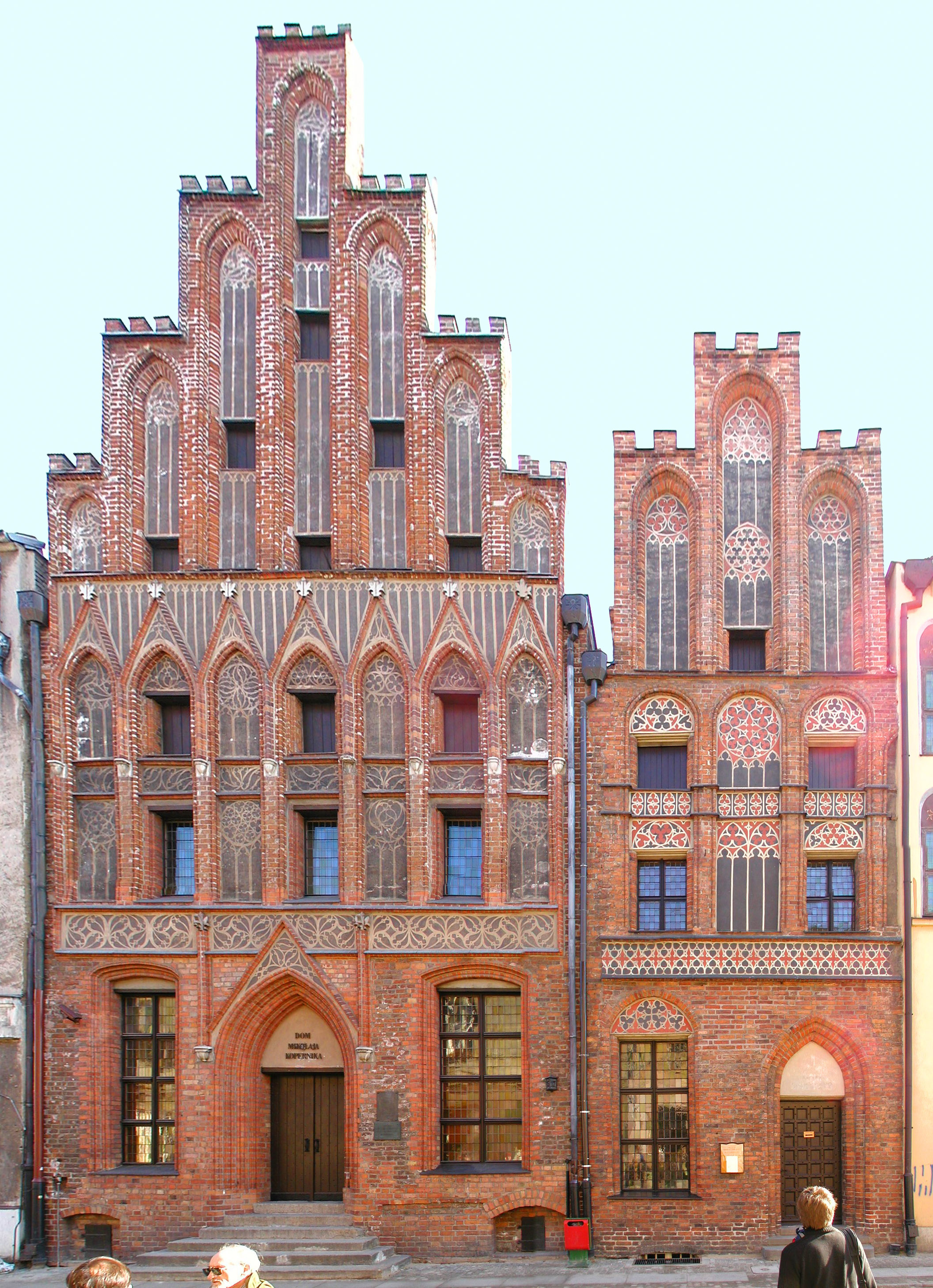
Dom Mikołaja Kopernika

Sztuka Torunia – działalność artystyczna na terenie Torunia od pradziejów do historii najnowszej, zarówno w zakresie architektury oraz sztuk plastycznych w tym rzeźba, malarstwo i rzemiosło artystyczne.

## Charakterystyka
Bogate dziedzictwo artystyczne obrazuje liczne przemiany kulturalne i artystyczne podyktowane warunkami historycznie, jednakże niezależnie od nich już w średniowieczu Toruń stał się ważnym tyglem artystycznym, gdzie prócz miejscowej, krzyżackiej tradycji zaczęły docierać tendencje artystyczne związane m.in. ze sztuką basenu Morza Bałtyckiego i Niderlandów. W późnym średniowieczu i w dobie nowożytnej prócz wspomnianych obszarów, sztukę kształtowały także wpływy polskie. Z drugiej strony, już w średniowieczu artyści skłaniali się ku indywidualnym rozwiązaniom, co rzutowało na specyfikę sztuki toruńskiej i Ziemi Chełmińskiej. Stało się to dzięki dynamicznemu i wszechstronnemu rozwojowi, dzięki czemu Toruń w średniowieczu i nowożytności należał do bogatszych miast wpierw Prus Zakonnych, a następnie Korony Królestwa Polskiego i Rzeczypospolitej. Do XIX wieku życie artystyczne w Toruniu koncentrowało się wokół Starego i Nowego Miasta, następnie objęło swym zasięgiem sąsiednie obszary, głównie na zachód od Starego Miasta. Mimo licznych przemian na obszarze historycznego centrum, w Toruniu zachowało się jedno z najcenniejszych zespołów zabytkowych w Polsce. Zachował się dawny układ urbanistyczny, fragmenty dawnego zamku, obwarowań, kilkadziesiąt gotyckich kamienic lub ich fragmentów, ratusz Staromiejski mieszczący obecnie Muzeum Okręgowe z cennymi zbiorem dzieł sztuki średniowiecznej i nowożytnej, kościoły Świętych Janów, NMP i Świętego Jakuba z bogatym wystrojem wnętrz, zaś poza historycznym centrum, od XIX wieku ukształtowało się na wysokim poziomie artystycznym budownictwo willowe.

## Średniowiecze
W średniowieczu uformował się układ przestrzenny Torunia a rozwój sztuki tego miasta, niezależnie od dziejowych zmian, od XIV do XVI wieku wpierw zdystansował pierwszy ważny ośrodek Prus Zakonnych – Chełmno, następnie progres ten przyczynił się do powstania w Toruniu jednego największego oprócz Gdańska centrum artystycznego na terenie Pomorza, a także jednego z ważniejszych ośrodków Hanzy i całej Europy.

### Wczesny okres rozwoju miasta (do 1251 roku)
Gdy w 1236 roku przeniesiono Toruń na obecne miejsce, wytyczono siatkę prostopadłych ulic na obszarze ok. połowę mniejszym od późniejszego obszaru Starego Miasta, w jego południowej części. Obejmował on dzisiejsze prowadzące nad Wisłę ulice Łazienną i Mostową oraz prostopadłą do nich ulicę Ciasną. Od południa ograniczała go skarpa nadwiślana, od wschodu dolina strumienia Postolsk (dzisiejsza Struga Toruńska), używanego później do nawodnienia fos miejskich, od północy linia obecnej ulicy Szerokiej, a od zachodu sięgał za obecną ulicę Żeglarską. Rolę rynku pełnił wtedy prostokątny plac, na którym obecnie stoi katedra Świętych Janów. Poza granicami tak określonego miasta leżały dość ważne budynki: na wschodzie, za strumieniem zamek krzyżacki zbudowany na miejscu wczesnośredniowiecznego grodu, a na północny zachód kościół franciszkanów założony (nie później niż w 1239 roku) poza murami miasta, zgodnie z regułą franciszkańską.
Na podstawie zachowanych reliktów można stwierdzić, że kościół miał kształt prostokątnej sali o wymiarach 20 m długości, 9 szerokości i 11 wysokości. Jego skromny kształt architektoniczny mógł wynikać nie tylko z reguły nakazującej franciszkanom skromność, ale też z niewielkich możliwości miasta na tym etapie rozwoju.
Zabudowania zamkowe w tym czasie były pewnie jeszcze drewniane, ale zachował się fragment muru z kamieni polnych ze strzelnicami w co drugiej blance, pochodzącego być może pochodzić jeszcze sprzed roku 1240. Mur obronny zamku i kościół franciszkanów były prawdopodobnie jedynymi w tym czasie budowlami murowanymi na terenie miasta, pozostała zabudowa miejska była drewniana lub szkieletowa. Rolę kościoła parafialnego pełnił w tym czasie odległy o ponad 6 km kościół w Starym Toruniu.

### Lata 1251-1351
W 1251 roku odnowiono przywilej miejski dla Torunia i poszerzono Stare Miasto w kierunku północnym i zachodnim. Funkcje targowe przejął nowy, obszerny rynek miejski, a na placu pełniącym dotąd tę rolę powstał kościół Świętych Janów, początkowo jako budowla salowa z wielobocznie zamkniętym prezbiterium.
Prawdopodobnie już w 1263 roku miasto zaczęto osłaniać murami od strony zachodniej i północnej, gdzie brakowało naturalnych przeszkód, a tym samym zagrożenie atakiem było największe. W system obronny włączony został także zamek krzyżacki, budowany prawdopodobnie od lat 50. XIII wieku, w którym w latach 1270-1280 wzniesiono kaplicę. Na podstawie zachowanej kamieniarki i kształtek ceglanych można przypuszczać, że w budowie kaplicy uczestniczyli budowniczy najstarszej, wschodniej części katedry w Chełmży, a sklepienie refektarza było dziełem innego warsztatu przybyłego z Pomorza Zachodniego lub Meklemburgii.
W roku 1259 mieszczanie toruńscy uzyskali od Krzyżaków przywilej pozwalający na wzniesienie domu kupieckiego, który po 1274 rozbudowano o kramy i ławy chlebowe. W tym czasie zabudowę rynku należy wyobrazić sobie jako dwa równoległe skrzydła (wschodnie i zachodnie) połączone murami kurtynowymi, z wieżą w narożu południowo-wschodnim.
Na skutek dużego napływu ludności do Torunia Krzyżacy w 1264 roku zdecydowali się na założenie Nowego Miasta, które od początku otoczone było murami obronnymi. Na terenie tym rok wcześniej zostali osadzeni dominikanie, którzy następnie wznieśli konwent wraz z kościołem Świętego Mikołaja.
W latach 1309-1340 na Nowym Mieście powstał kościół Świętego Jakuba pełniący funkcję fary w formie trójnawowej bazyliki z wydzielonym prostokątnie zamkniętym prezbiterium, nakrytym odmianą sklepienia pseudopoligonalnego.

### Lata 1352-1454
W trzeciej ćwierci XIV wieku dokonano rozbudowy kościoła Franciszkanów. Powstała wtedy wysoka budowla halowa (pierwsza tak wysoka hala na Pomorzu – 27 m), o trójnawowym korpusie. Ponieważ po rozszerzeniu miasta kościół znalazł się w bezpośredniej bliskości rynku (w jego północno-zachodnim narożniku), zadbano o estetykę jego elewacji zewnętrznych. Fasadę stanowiła nietypowo elewacja wschodnia (od strony prezbiterium), tak więc szczyt prezbiterium ozdobiono trzema smukłymi wieżyczkami, a szczyty naw bocznych (dzisiaj nie zachowane) podzielono pinaklami o dekoracji ceglanej, między którymi umieszczono wimpergi. Bogate opracowanie górnej części kościoła kontrastowało z płaszczyznami murów w dolnej części, w ścianie południowej przeprutymi jedynie wysokimi, wąskimi oknami. Zadbano również o wystrój wnętrza, który już w XIV wieku obfitował w liczne dzieła sztuki, wśród nich zespół malowideł ściennych z lat około 1380-90 ukazujących m.in. całopostaciowe wizerunki świętych pod malowanymi baldachimami, ponadto m.in. Pokłon Trzech Króli, Mater Misericordiae, Kazanie świętego Franciszka do ptaków, Wniebowzięcie Marii Magdaleny i inne. Wówczas w prezbiterium umieszczono monumentalne retabulum ołtarza głównego znane jako Poliptyk Toruński (obecnie w Muzeum Diecezjalnym w Pelplinie). W toruńskim Muzeum Okręgowym zachowało się kilka kwater witrażowych z końca XIV wieku. Na początek XV stulecia datuje się drewniane stalle umieszczone w prezbiterium o bogatej dekoracji architektonicznej i rzeźbiarskiej. Nowomiejski kościół Dominikanów również otrzymał bogaty wystrój wnętrza, m.in. zespół witraży z około 1380 roku (obecnie w zbiorach toruńskiego Muzeum Okręgowego) ponadto wielki krucyfiks na Drzewie Życia datowany na ostatnią ćwierć XIV stulecia, obecnie w nawie południowej kościoła Świętego Jakuba.
Kościół farny Świętych Janów został odbudowany po pożarze w 1351 roku. Korpus nawowy przedłużono o jedno przęsło, od strony północnej dodano ciąg kaplic, od strony zachodniej wzniesiono wieżę, którą odbudowano po zniszczeniu w 1406 w obecnej postaci. Wewnątrz kościół otrzymał bogaty wystrój: ściany prezbiterium otrzymały polichromie, z których część się zachowała (m.in. wizerunki patronów fary na wschodniej ścianie, na stronie północnej Ukrzyżowanie na drzewie Jessego, Sąd Ostateczny, Mater Misericordiae, Kościół i Synagogę, Legendę o Trzech Żywych i Trzech Zmarłych oraz personifikacje cnót i przywar). Częściowo zachowała się rzeźba architektoniczna: zespół wsporników w zakrystii z końca XIV wieku. Kościół otrzymał szereg dzieł rzeźby o wysokiej klasy artystycznej w tym krucyfiks mistyczny w typie widlastym z około 1360 roku oraz przede wszystkim dzieła stylu pięknego: figurę Pięknej Madonny (dziś w miejsce zaginionego w 1945 oryginału znajduje się kopia) na konsoli z popiersiem Mojżesza datowaną na 1390, kompozycja rzeźbiarska ukazująca Marię Magdalenę w otoczeniu aniołów z początku XV stulecia. Część badaczy wiąże z farą figurę Chrystusa w Ogrojcu z około 1390 (obecnie w Muzeum Zamkowym w Malborku) warsztatowo związana z autorem wspomnianej Pięknem Madonny.
Nowomiejska fara Świętego Jakuba otrzymała wewnątrz bogaty wystrój, przede wszystkim bogaty zespół malowideł ściennych, najstarsze z nich powstały po 1360 roku (m.in. Sąd Ostateczny, Koronacja Marii, Męczeństwo Dziesięciu Tysięcy, wizerunki m.in. świętych Dziewic oraz Pawła i Achacego) oraz około 1380 (m.in. Odpływ księcia marsylskiego do Rzymu, Mater Misericordiae, Chrzest Chrystusa i Nauczanie Chrystusa, wizerunki świętych i aniołów).
W 1385 podwyższono wieżę ratusza staromiejskiego, a w latach 1391-1399 zbudowano obecny budynek ratusza, na planie zbliżonym do kwadratu, z wewnętrznym dziedzińcem. Pod jego dachem znalazło się miejsce zarówno na pomieszczenia rady miejskiej, jak i sądu, a także przestrzeń o przeznaczeniu handlowym (sukiennice, ławy piekarskie, kramy). Takie rozwiązanie, łączące w jednym budynku wszystkie te funkcje było unikatowe w Europie, podobnie jak jednolita artykulacja ścian zewnętrznych wysokimi ostrołukowymi wnękami biegnącymi przez całą wysokość budynku. Wewnątrz zachowały się pierwotne sklepienia piwnicy, dekoracja malarska wewnątrz wieży, która naśladuje maswerki. Unikatowym dziełem rzeźbiarskim jest datowany na około 1350 rok drewniany krucyfiks (obecnie w zbiorach Muzeum Okręgowego), który stawiano na stole w sali sądowej.

### Lata 1454-1557
Cezurę tę otwierają wystąpienia toruńskich mieszczan przeciwko Krzyżakom, których zamek został zdobyty, a następnie zburzony, przegrana przez Zakon wojna trzynastoletnia oznaczająca inkorporację Prus wraz z Toruniem do Królestwa Polskiego. Natomiast na rok 1557 przypada zwycięstwo reformacji w Toruniu, która silnie wpłynęła na przemiany artystyczne. Mimo tych przemian działalność artystyczna kształtowała się początkowo bez zmian, przynajmniej w kategoriach kierunków inspiracji, zarówno w późnym gotyku jak następnie manieryzmie utrwaliły się głównie wpływy sztuki krajów północnoniemieckich oraz Niderlandów.

## Galeria

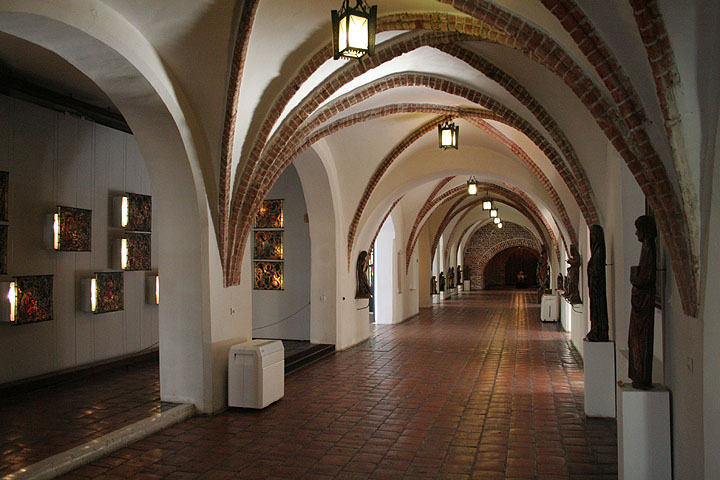
Gotyckie piwnice Ratusza Staromiejskiego, wraz ze średniowieczną ekspozycją muzealną
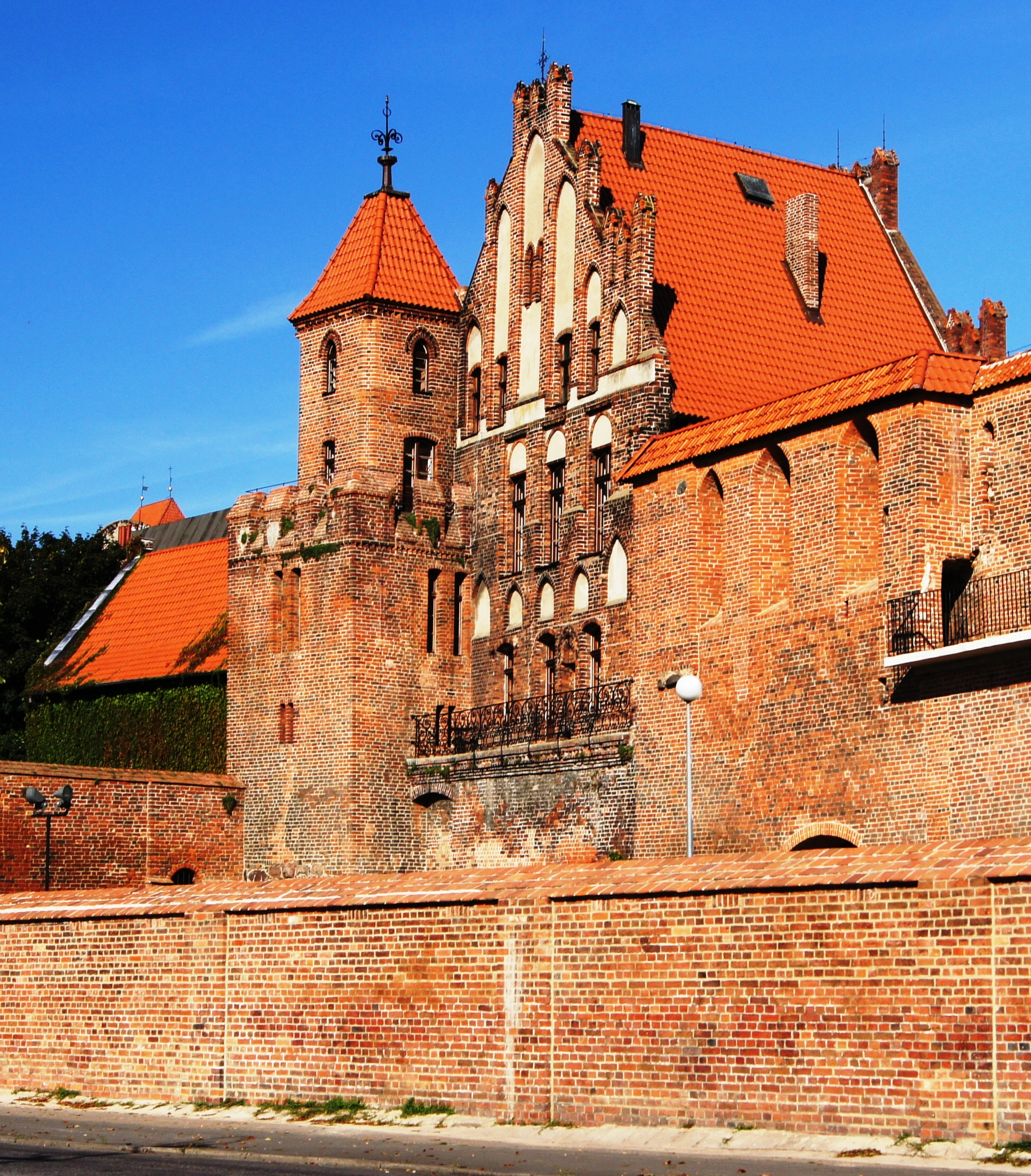
Dom Mieszczański i Baszta Wartownia
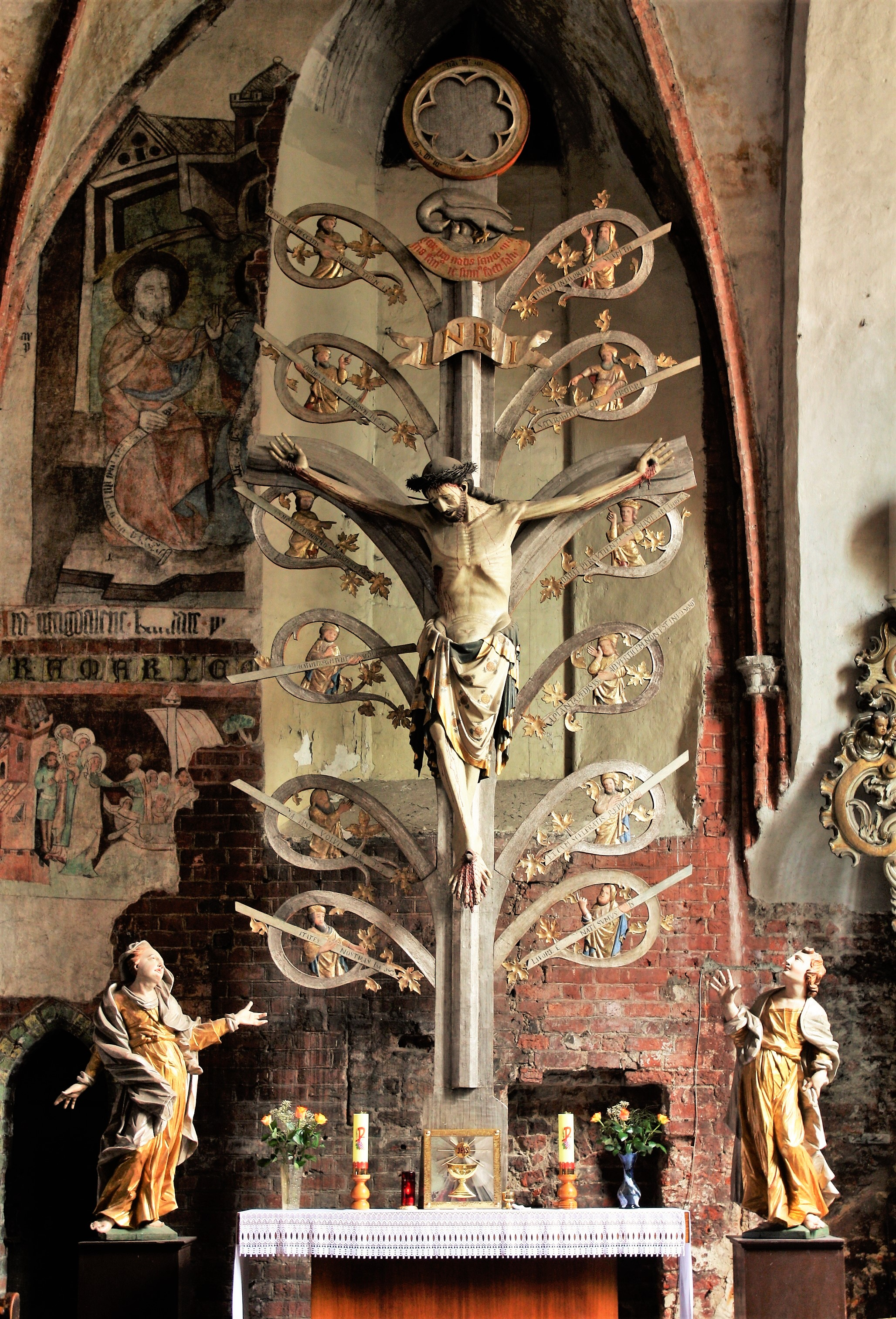
Krucyfiks mistyczny z kościoła Dominikanów (obecnie w kościele Świętego Jakuba)
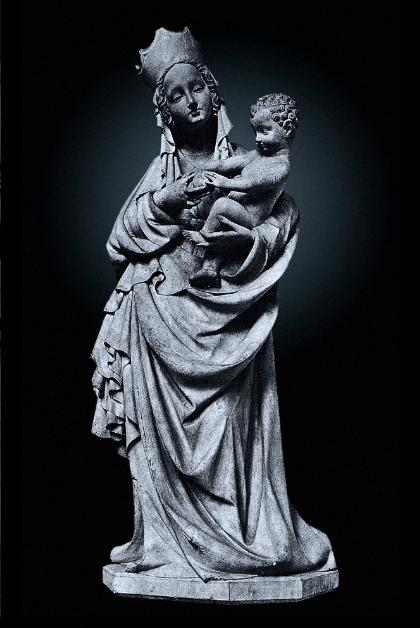
Piękna Madonna z Torunia

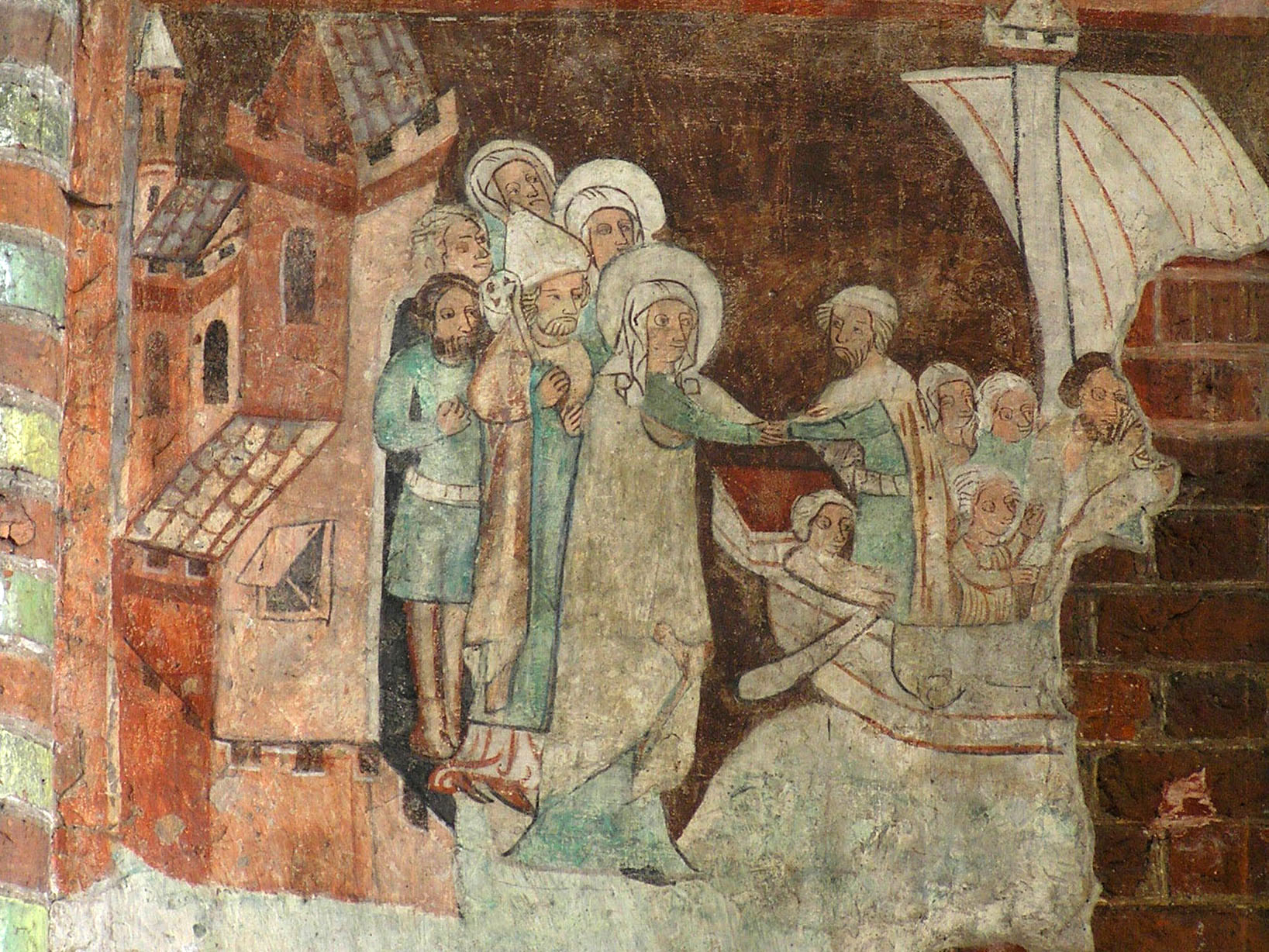
Malowidła ścienne w kościele Świętego Jakuba
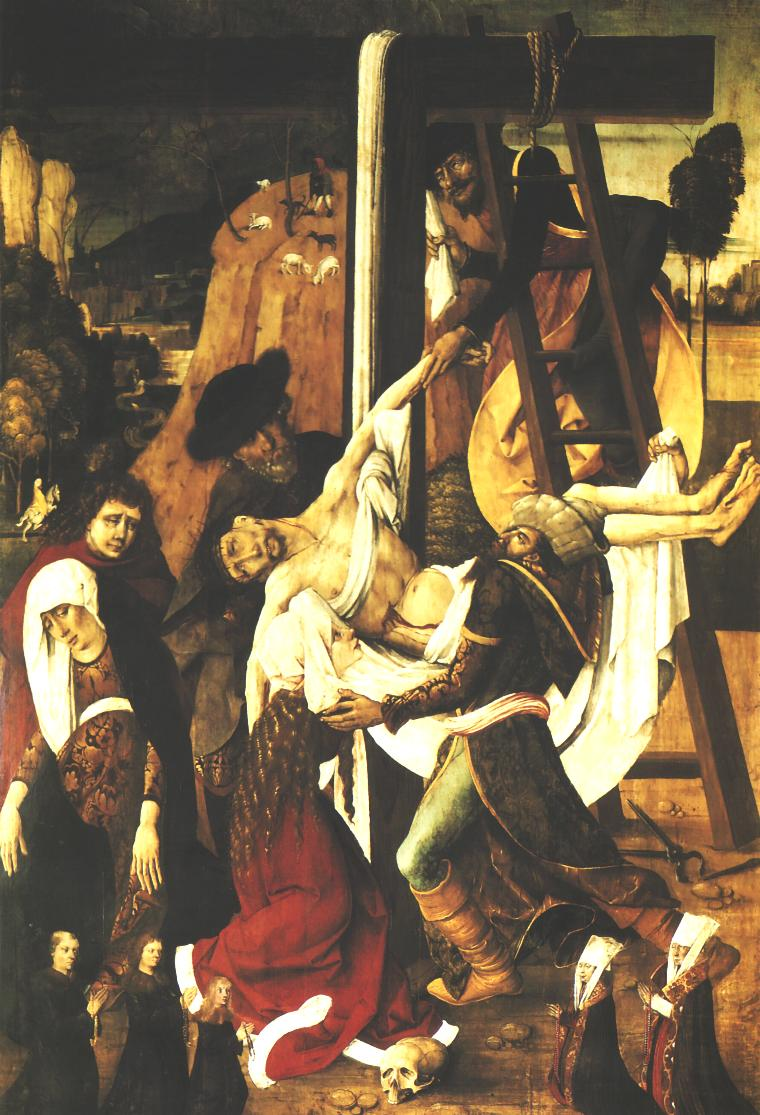
Zdjęcie z krzyża z kościoła Świętych Janów
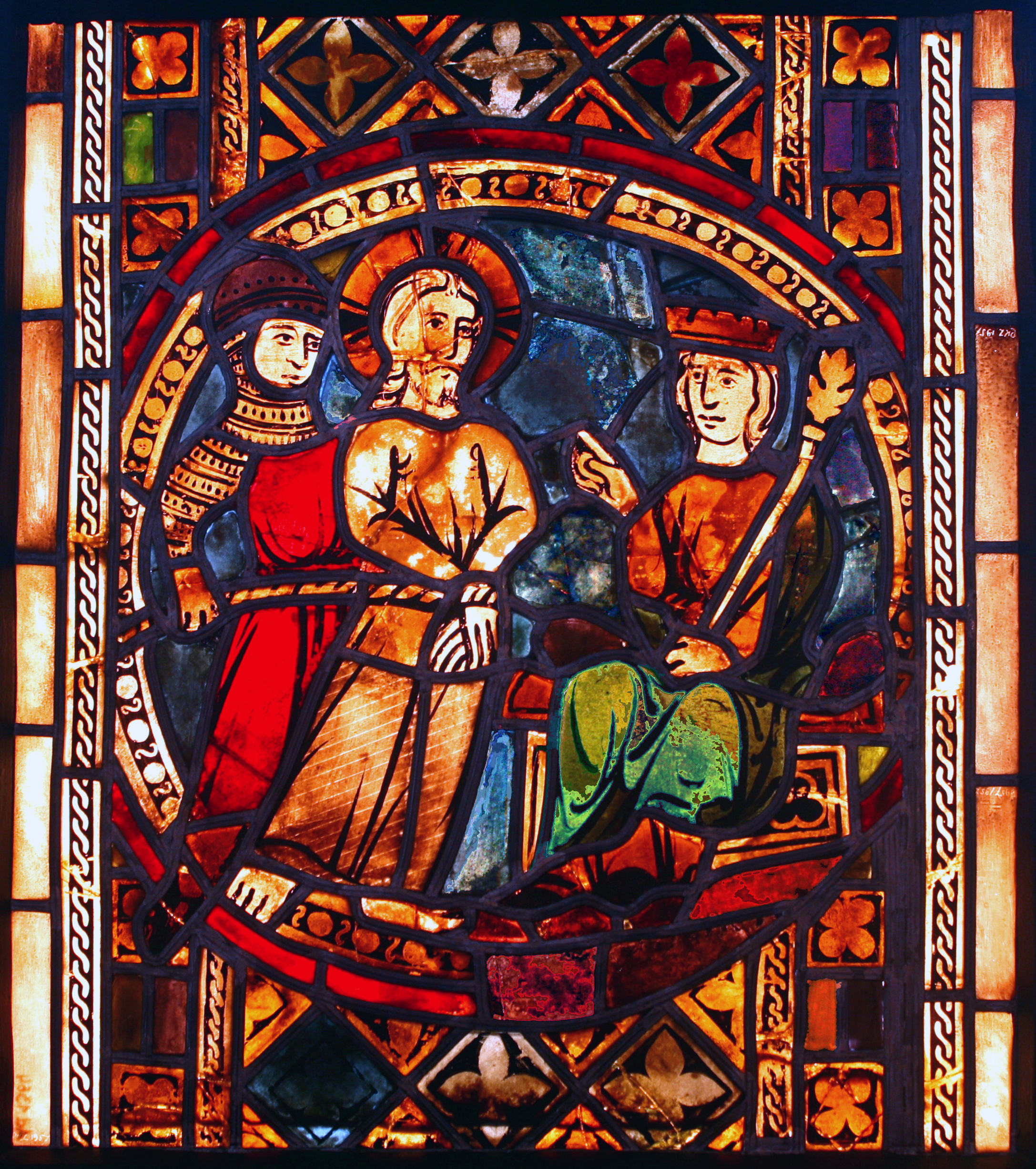
Witraż z kościoła Dominikanów
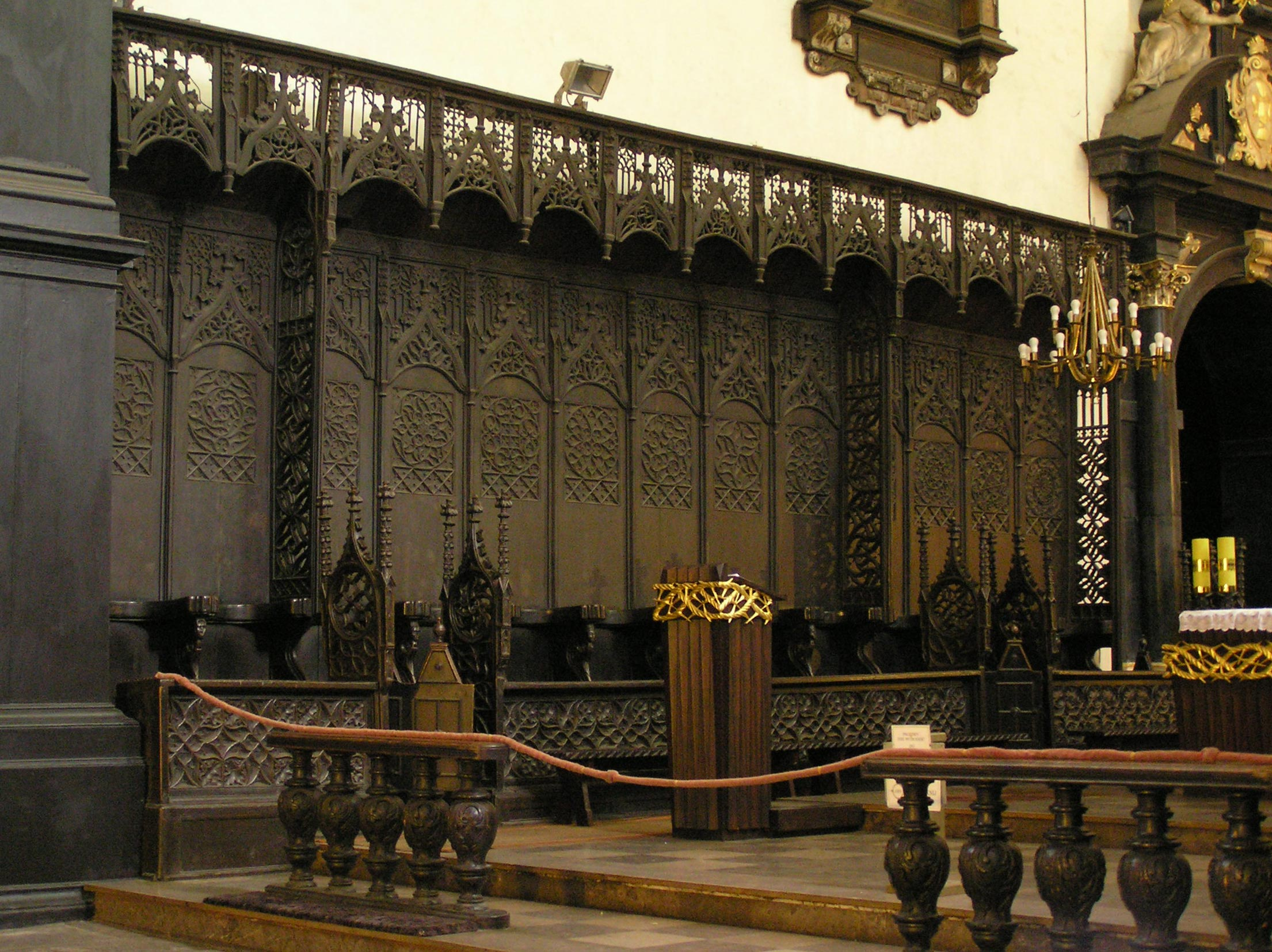
Stalle w kościele Franciszkanów